# Чардак (село)
Чардак (рум. Ceardac) — село у повіті Вранча в Румунії. Входить до складу комуни Голешть.
Село розташоване на відстані 160 км на північний схід від Бухареста, 3 км на південний захід від Фокшан, 72 км на захід від Галаца, 120 км на схід від Брашова.

## Населення
За даними перепису населення 2002 року у селі проживали 493 особи, усі — румуни. Усі жителі села рідною мовою назвали румунську.